# Santa Fe (Colón)
Santa Fe es un municipio del departamento de Colón en la República de Honduras. Su extensión territorial es de 207.9 km².

## Toponimia
El nombre proviene de su posesión de la fe católica.

## Límites
| Orientación | Límite                       |
| ----------- | ---------------------------- |
| Norte       | Mar Caribe                   |
| Sur         | Municipio de Trujillo, Colón |
| Este        | Municipio de Trujillo, Colón |
| Oeste       | Municipio de Balfate, Colón  |

## Historia
Los indicios históricos más lejanos de esta región se remontan al siglo XVIII. 

## Población
De acuerdo con el censo oficial de 2013, tenía una población de 5,403 habitantes. En julio de 2020 tenía una población estimada de 5,330 habitantes.

## Turismo
Con una importante presencia de la etnia Garífuna, posee un atractivo turístico notable. Sus fiestas patronales son celebradas en el mes de julio, en honor a la Virgen del Carmen.

## Política
| Puesto        | Funcionario                    | Partido político       |
| ------------- | ------------------------------ | ---------------------- |
| Alcalde       | Isidro Noel Ruiz Martínez      | Partido Nacional       |
| Vicealcaldesa | Marleni Nohemí López Ayala     | Partido Nacional       |
| Regidora 1    | Ingrid Irina Miranda Sánchez   | Partido Nacional       |
| Regidor       | Nahún Edgardo Miranda Laboriel | Partido Nacional       |
| Regidora 3    | Silvia Maritza Portillo Pineda | Partido Nacional       |
| Regidor 4     | Cristhian Alberto Villanueva   | Libertad y Refundación |
| Regidor 5     | Osbin Francisco Pérez Álvarez  | Partido Nacional       |
| Regidor 6     | Óscar Javier Puerto Ruby       | Partido Liberal        |

## División política
- Aldeas: 4 (2013)
- Caseríos: 49 (2013)

| Código administrativo | Aldea       |
| --------------------- | ----------- |
| 020501                | Santa Fe    |
| 020502                | Guadalupe   |
| 020503                | Plan Grande |
| 020504                | San Antonio |